# Jovánschina
Jovánschina (título original en ruso, Ховáнщина; conocida también por su título en inglés Khovanshchina) es una ópera, calificada como drama musical popular en cinco actos, con música y libreto en ruso de Modest Músorgski. La obra quedó inconclusa a la muerte del compositor y pudo ser representada varios años después, luego de que Nikolái Rimski-Kórsakov completara la partitura.

## Composición
Modest Músorgski comenzó a trabajar en Jovánschina después de terminar Borís Godunov. El texto procede de Vladímir Stásov (1824-1906), ensayista musical, crítico y acérrimo defensor de la música nacional y uno de los puntales más importantes del «Grupo de los cinco» en la vida musical rusa. Sin embargo, Músorgski adaptó libremente el texto de Stásov. Su proyecto ideal era crear una auténtica ópera popular en que las escenas de masas y los grandes coros absorbieran buena parte de la acción. 
La mayor parte de la ópera fue compuesta entre los años 1872 y 1875. Luego, el compositor trabajó en forma intermitente debido a su estado de salud, y la obra quedó inconclusa cuando murió en 1881. Músorgski había dejado gran parte de la partitura vocal con acompañamiento de piano, y la orquestación de un par de escenas, pero del quinto acto sólo había dejado un esbozo. Rimski-Kórsakov se ocupó de concluir la obra.
En 1885, el Teatro Imperial de San Petersburgo rechazó la obra, pero al año siguiente la representó en esa ciudad una sociedad privada. Por lo general, se considera su verdadero estreno la representación de San Petersburgo de 1911, cuando Fiódor Chaliapin (en el papel de Dosiféi) cantó la ópera en el Teatro Imperial. 
En 1913 Ígor Stravinski y Maurice Ravel hicieron su propio arreglo a petición de Diáguilev. Se estrenó ese año en el Théâtre des Champs-Élysées de París. No obstante, Shaliapin rechazó cantar el papel de Dosiféi en otra orquestación que no fuera la de Rimski-Kórsakov, y de ahí que al final hicieran una extraña mezcla de orquestaciones que no encajaron bien. Finalmente, su orquestación se olvidó, excepto el final de Stravinski, que aún se utiliza.
Debido a los grandes cortes y cambios que hizo Rimski-Kórsakov, Dmitri Shostakóvich revisó la ópera en 1959 basándose en la partitura vocal de Músorgski. Se estrenó en 1960 en el Teatro Mariinski de Leningrado y es la versión que actualmente se suele representar.
Jovánschina se representa poco; en las estadísticas de Operabase aparece la n.º 193 de las óperas representadas en 2005-2010, siendo la 16.ª en Rusia y la segunda de Músorgski, con 15 representaciones en el período.

## Personajes
| Personaje                                                                                | Tesitura      | Reparto el 21 de febrero de 1886 Director: Eduard Goldshtéin |
| ---------------------------------------------------------------------------------------- | ------------- | ------------------------------------------------------------ |
| Príncipe Iván Jovanski (Jefe de los Streltsí)                                            | bajo          | Antón Bedlévich                                              |
| Príncipe Andréi Jovanski (Hijo de Iván)                                                  | tenor         | Piotr Inozémtsev                                             |
| Príncipe Vasili Golitsin (Jefe de los nikonianos)                                        | tenor         | Yekab Karklin                                                |
| Fiódor Shakloviti (boyardo)                                                              | bajo barítono | Sokolov                                                      |
| Dosiféi (Jefe de los viejos creyentes)                                                   | bajo          |                                                              |
| Marfa (una vieja creyente)                                                               | mezzosoprano  | Selyuk                                                       |
| Susana (madre de Marfa)                                                                  | soprano       |                                                              |
| Emma (joven luterana)                                                                    | soprano       | Antónova                                                     |
| Un escribano                                                                             | tenor         |                                                              |
| Varsonófiev (criado de Golitsin)                                                         | bajo          |                                                              |
| Kuzka (un streléts)                                                                      | tenor         |                                                              |
| Streltsí, viejos y nuevos creyentes (nikonianos), soldados, ciudadanos, sirvientes, etc. |               |                                                              |

|  |  |  |  |

## Argumento
La acción transcurre en el año 1682.
La ópera relata un episodio de la historia rusa en el que se muestra una nación que se desangra y muere, no por un enemigo externo, sino por la fragmentación interna. Una guerra civil triple avanza. A las reformas de modernización del zar Pedro I de Rusia se oponen intensamente dos fuerzas: los Streltsí y los viejos creyentes. Los Streltsí son una elite de soldados fuera de servicio, fanáticamente leales al Príncipe Iván Jovanski. Los viejos creyentes son cristianos ortodoxos rusos que quedaron fuera del patrocinio del Estado por la Reforma de Nikon. Su líder es Dosiféi. Afortunadamente para el zar Pedro, estas dos facciones se desprecian entre sí, ya que el carácter revoltoso de los Streltsí contrasta con el ascetismo de los viejos creyentes. Cada uno de los tres bajos en la opera cree representar la verdadera Rusia en contra de sus enemigos internos: el príncipe Iván Jovanski por su cuna y su valor militar; Dosiféi, por su religión; y Shakloviti, por su apoyo al zar Pedro.

### Acto I
Moscú, Plaza Roja.
Shakloviti, un boyardo y agente del zar Pedro I, dicta una carta para el zar, por la que le advierte de una rebelión planeada por el príncipe Iván Jovanski, capitán de los Streltsí, y los viejos creyentes. Cuando arriba el príncipe, Shakloviti se oculta. El príncipe Iván promete a una multitud que lo sigue que va a defender a «los pequeños zares», refiriéndose a los rivales del zar Pedro dentro mismo de la familia real. Él con sus seguidores salen. El príncipe Andréi, hijo de Iván, persigue a Emma, una muchacha alemana. Marfa, una vieja creyente, se interpone y Andréi amenaza con matar a Emma, pero el príncipe Iván regresa y decide capturar a Emma por sí mismo. La siguiente pelea entre padre e hijo es interrumpida por la aparición de Dosiféi, el líder de los viejos creyentes. Dosiféi reprueba a todos por ser tan pendencieros y anticristianos. Marfa se retira con Emma.

### Acto II
Estudio de verano del príncipe Vasili Golitsin
Golitsin, un noble partidario de la Reforma de Nikon, contrata a Marfa para que le diga en secreto su destino. Ella predice que él caerá. Cuando ella se retira, Golitsin ordena a sus sirvientes matarla. El príncipe Iván Jovanski ingresa irreverentemente sin ser anunciado, y se queja de que Golitsin interfirió con sus amigos en la nobleza. Comienza una pelea entre ambos, hasta que entra Dosiféi y desvía el tema de la discusión, criticando a ambos: a Golitsin por su visión moderna y al príncipe Iván por dejar que los Streltsí beban y provoquen disturbios permanentemente. Marfa, que fue salvada por los guardias del zar, reaparece seguida de Shakloviti, quien anuncia amenazante que el zar ha sido advertido de una rebelión en curso, y ha dado la orden de arrestar al príncipe Jovanski.

### Acto III

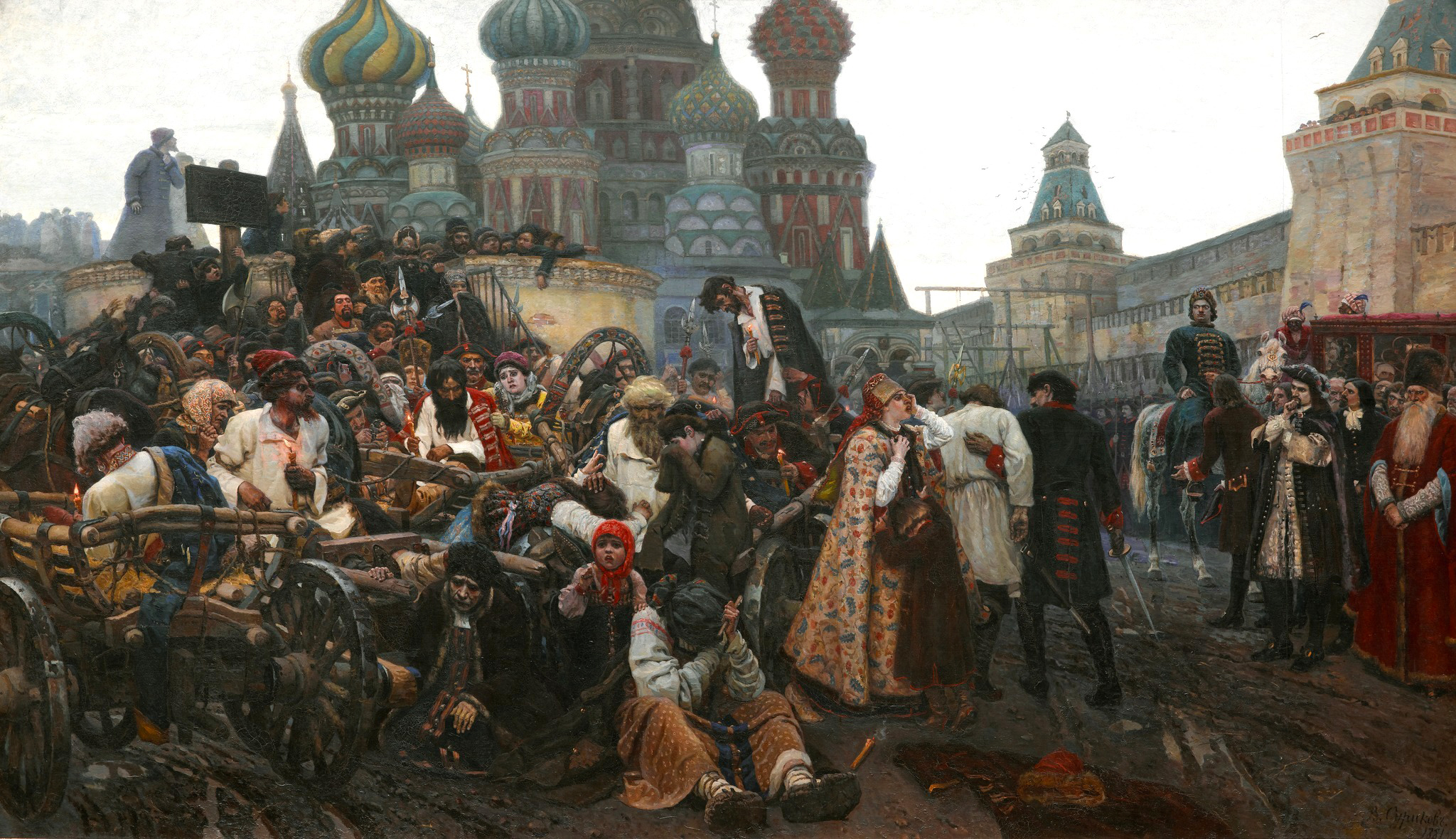
Ejecución de los Streltsí tras la fallida rebelión de 1698, pintura de Vasili Súrikov.

El barrio de los Streltsí, al sur del río Moscova
El acto comienza con el canto de Marfa confesando su amor. Susana, una vieja creyente, escucha escondida los lamentos de Marfa y comienza a regañarla hasta que Dosiféi aparece y le dice a Susana que se retire. Marfa admite frente a Dosiféi su amor por Andréi Jovanski, el hijo del príncipe Iván. Dosiféi le dice que rece para aliviar su dolor y ambos se retiran. Shakloviti, que hasta el momento había sido presentado con un carácter amenazante, canta una plegaria por la protección de la turbulenta Rusia de los Streltsí, a quienes llama mercenarios, y del poder rebelde al que obedecen. Se retira cuando escucha que se acercan. Algunos de los Streltsí entran en estado de ebriedad y entonan una canción. El escribano llega e informa de que las tropas húngaras están invadiendo el país y que la escolta del zar lucha con los extranjeros en contra de los Streltsí: soldados rusos y extranjeros matando juntos soldados rusos. Iván Jovanski entra y pide perdón por la derrota.

### Acto IV
Escena 1
Una lujosa cámara en la mansión de Iván Jovanski.
El príncipe Iván Jovanski es advertido por un sirviente de Golitsin de que está en peligro, pero él ignora la advertencia y observa la danza de las jóvenes persas. Shakloviti entra y lo mata, imitando con aire despreciativo el canto de los sirvientes.
Escena 2

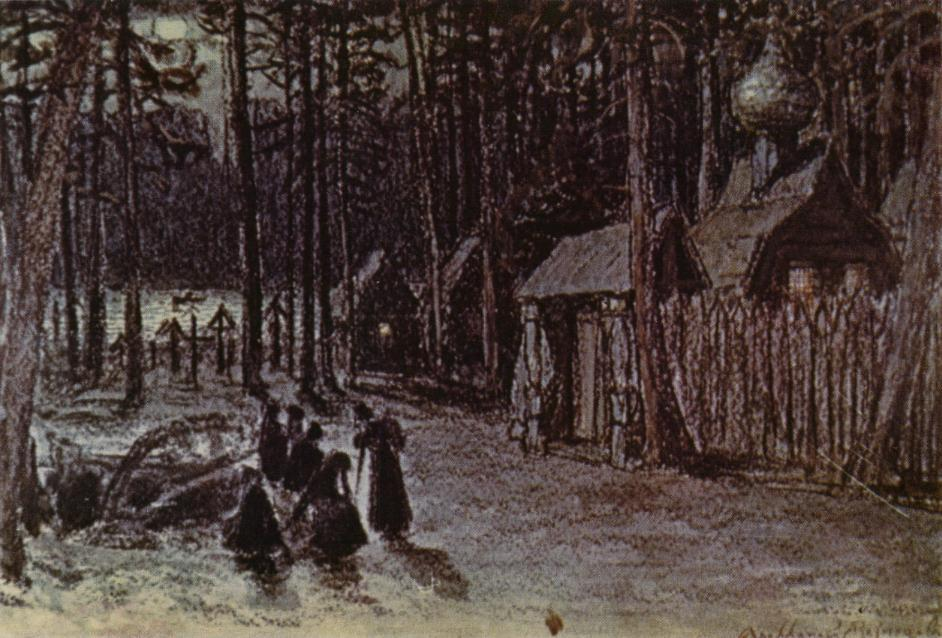
Diseño de escena de Apollinariy Vasnetsov
(Ópera Privada de Rusia, Moscú, 1897)

Moscú, Plaza Roja frente a la Catedral de San Basilio.
Golitsin es llevado al exilio. Dosiféi lamenta la caída de los conspiradores y el triunfo del zar Pedro. Marfa le ofrece refugio a Andréi con los viejos creyentes. Los Streltsí son llevados a su ejecución. Pedro, a través de un emisario, les concede el perdón (la actitud del zar en la ópera no coincide con los hechos históricos).

### Acto V
Un bosque de pinos cercano a un monasterio, en una noche de luna.
Dosiféi y sus seguidores se preparan para su inmolación. Mientras Dosiféi, Marfa, Andréi y los viejos creyentes perecen en las llamas de una capilla ardiente, los soldados de Pedro llegan e intentan vanamente capturarlos.

## Bases históricas de la trama

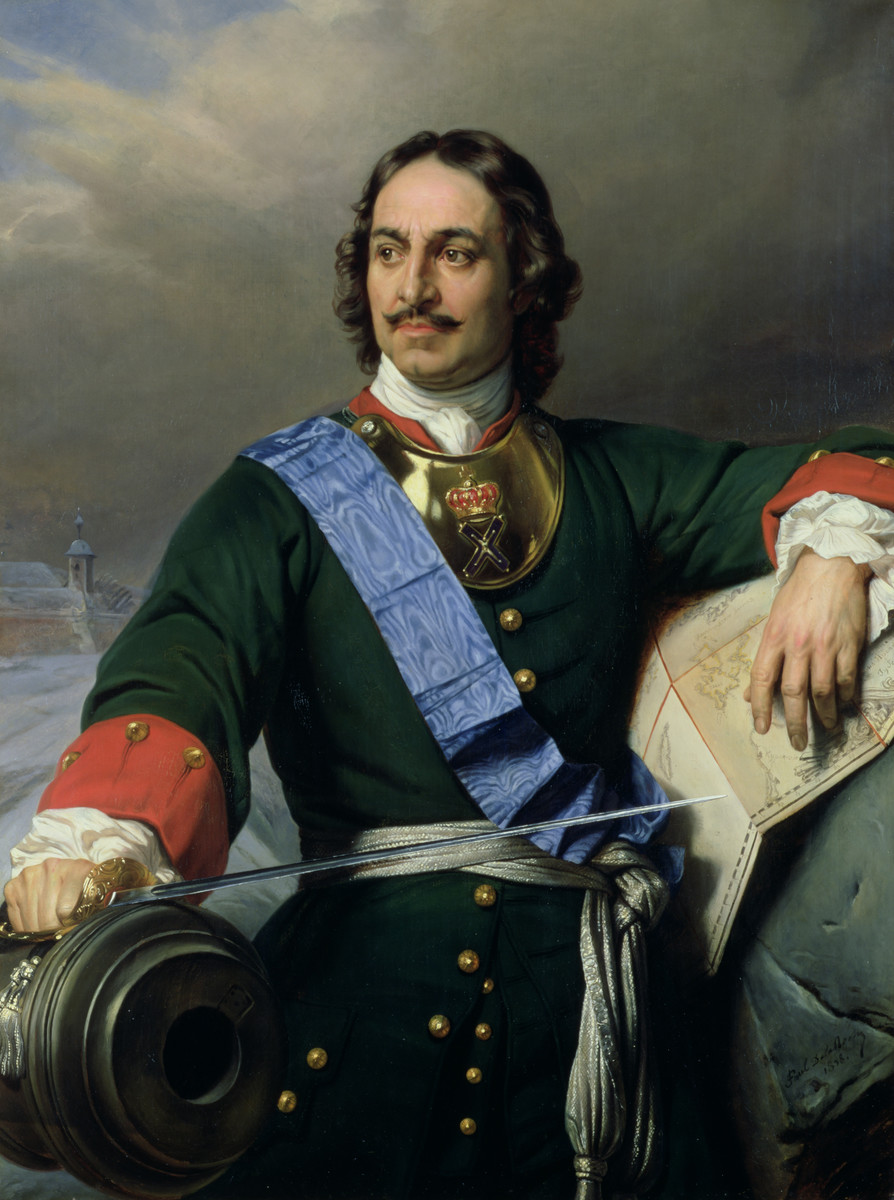
Pedro I zar de Rusia

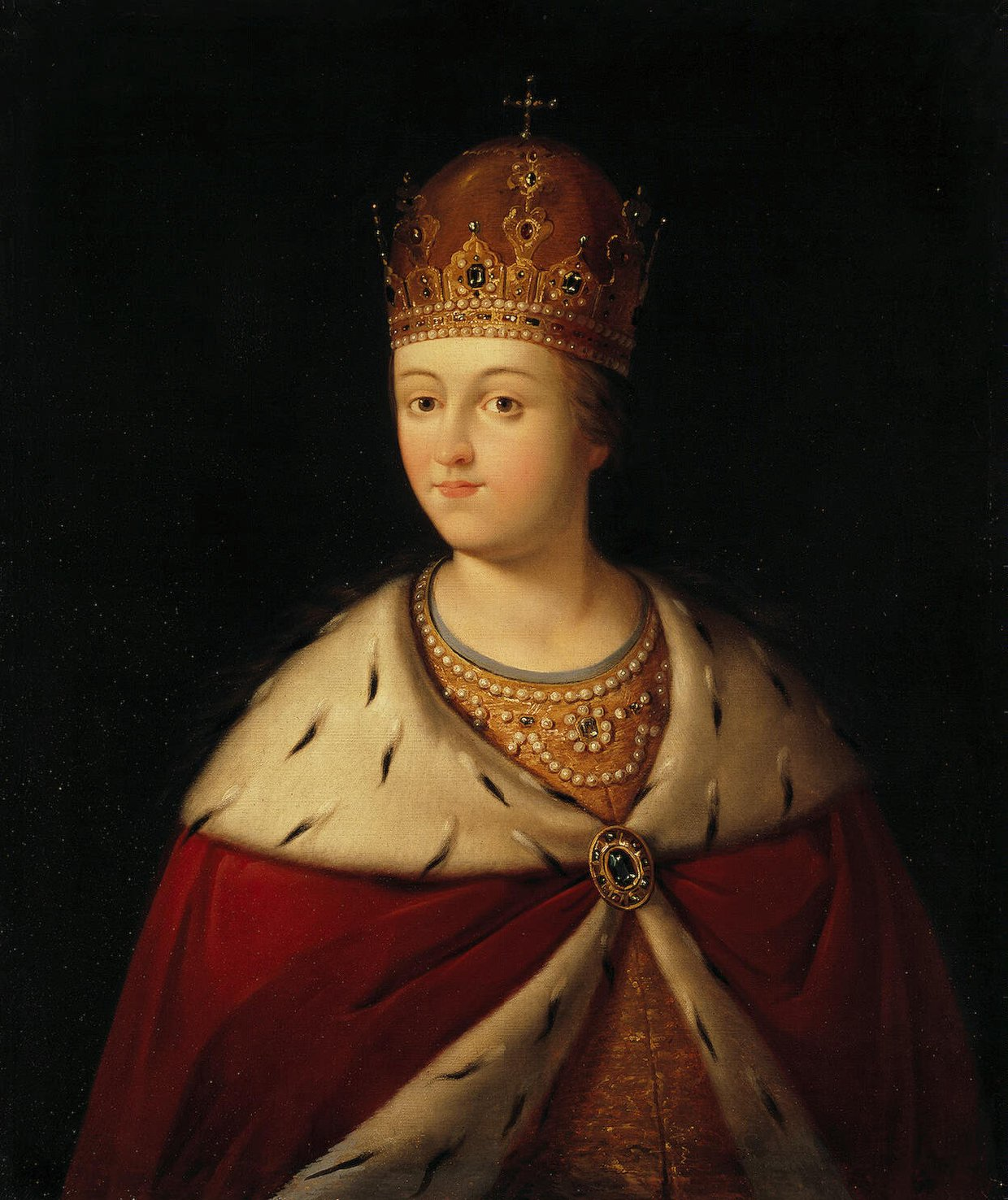
Zarevna Sofía Alekséievna, regente de Pedro I

La trama de la ópera está basada en hechos históricos que acontecieron a fines del siglo XVII.
Para consolidar su poder, el zar Pedro I tuvo que superar la oposición desde tres frentes.
En primer lugar estaban los Streltsí, la milicia golpista moscovita representada en la ópera por su líder Iván Jovanski y su hijo Andréi. Al morir el zar Fiódor III (Fiódor Alekséievich) en el año 1682 a la edad de 20 años, surge una crisis de sucesión, al dejar este un débil hermano de 15 años, Iván, y un hermanastro, Pedro, de apenas 10 años.
Iván y Pedro fueron fruto de los dos matrimonios que contrajo su padre, el zar Alejo I (Alekséi Mijáilovich): Iván, hijo de su primera mujer María Miloslávskaya y Pedro, hijo de su segunda mujer y viuda Natalia Narýshkina. Los dos jóvenes fueron nombrados soberanos conjuntos, con la zarevna Sofía Alekséievna, hermana de Iván y hermanastra de Pedro, como regente. Las familias de ambas madres reales competían furiosamente por el trono, y Jovanski al mando de los Streltsí respaldó a la familia de Iván y Sofía, los boyardos Miloslávskie.
No obstante, su verdadera intención era apoderarse del trono ya sea para él o para su hijo Andréi, y esta amenaza se conoció en su tiempo como «el caso Jovanski» (Jovánschina). En respuesta a esta situación, Sofía, que inicialmente fue la protegida de los Streltsí, finalmente asesina a Jovanski y su hijo. Su agente en esta conjura fue un boyardo, Fiódor Shakloviti, a quien Sofía puso como sucesor de Jovanski a la cabeza de los Streltsí.
El segundo oponente del zar es la zarevna (infanta) Sofía Alekséievna misma, representada en la opera por el príncipe Vasili Golitsin, su principal ministro (y anteriormente su amante). Cuando el zar Pedro I ya tenía 17 años, Sofía incita a Shakloviti a organizar una segunda revuelta de los Streltsí en contra del zar Pedro I, con el fin de asesinarlo y quedarse con el trono. La revuelta fracasó, Sofía fue enviada a un convento, Shakloviti fue ejecutado y Golitsin fue desterrado.
En el año 1696, a la edad de 22 años y habiendo fallecido su madre y su hermanastro, Pedro I asumió plenamente sus responsabilidades como la cabeza de la Iglesia y el Estado rusos.
El tercer frente opositor al zar Pedro I estaba constituido por los denominados viejos creyentes, religiosos ortodoxos que habían sido perseguidos desde los tiempos de Alejo I, el padre de Pedro, pero que nunca representaron una amenaza real al poder del zar. Este grupo no poseía un clero organizado, razón por la cual Stásov o Músorgski inventaron el personaje de Dosiféi como referente de este grupo. El libreto identifica a Dosiféi con el príncipe Mishetski, un viejo creyente cuyos escritos identificaban explícitamente a Pedro con el anticristo.

## Análisis de la obra
La segunda ópera histórica de Músorgski fue concebida en el primer bicentenario del zar Pedro I, y refleja la controversia moral que siempre existió alrededor de la figura de Pedro el Grande, el primer emperador ruso, en relación con sus reformas del Estado ruso, de acuerdo al modelo europeo occidental.
Al escribir una ópera relacionada con la vida del zar Pedro I, Músorgski debió concentrarse en el período de las revueltas de los Streltsí, a partir de las cuales surge el nuevo estado ruso. No le era posible al compositor basar el libreto en la vida y obra del zar mismo, ya que los censores rusos prohibían la representación dramática de cualquier miembro de la dinastía Románov. Es por eso que la obra está centrada en las intrigas de sus oponentes, y a pesar de su presencia implícita el zar no aparece en ningún momento de la ópera.

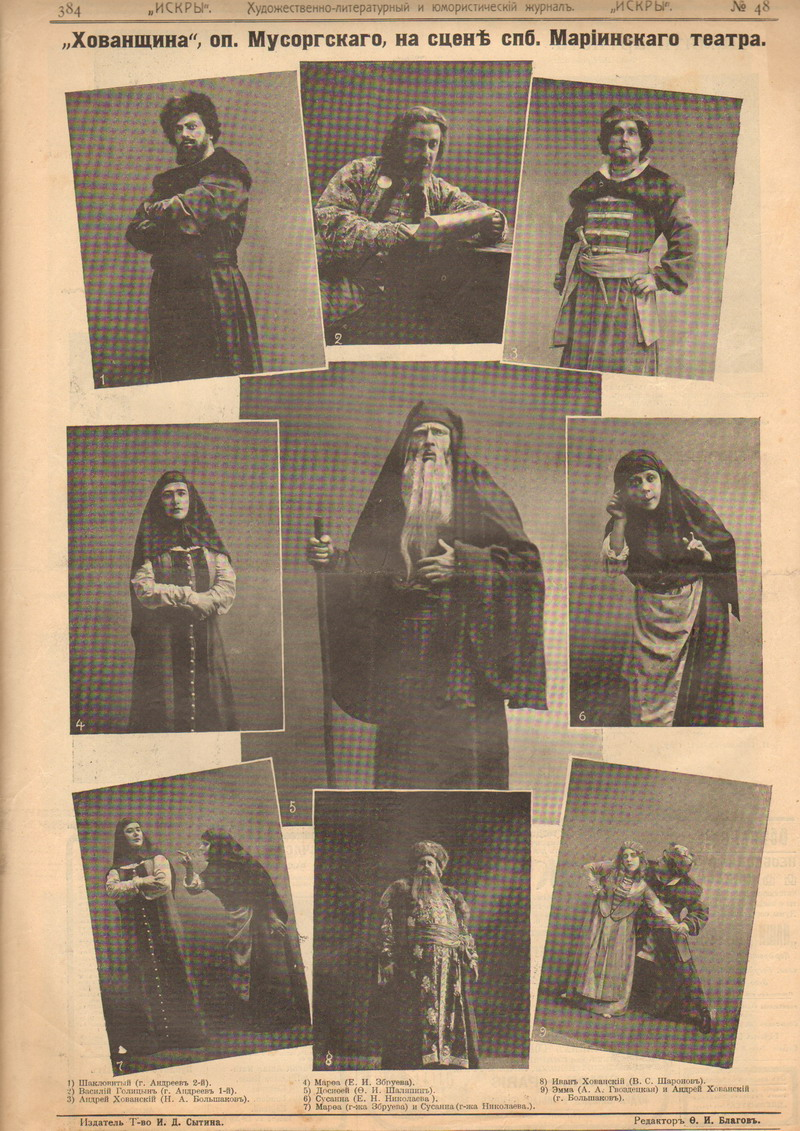
Cartel de la obra en 1911 en el Teatro Mariinsky.

El argumento de la ópera está basado en hechos históricos, en los que el compositor introduce cambios y nuevos personajes para adaptarlos a sus necesidades dramáticas.
Para amalgamar los disímiles retratos de los distintos grupos enfrentados en la ópera, Músorgski recurre al personaje de Marfa. A través de ella se introduce el amor romántico, que proporciona una dimensión humana a una trama dominada por la intriga política. Marfa es un miembro destacado de la comunidad espiritual de los viejos creyentes, y su amor por Andréi Jovanski establece un nexo con los Streltsí. Pero ella también es una adivina que influye en el príncipe Golitsin, a quien predice su caída y la de la regente Sofía. Por lo tanto, ella habita en los tres mundos que coexisten en la obra y establece el nexo entre todos ellos. Su constante tono de lamentación simboliza la fatalidad que sobrevuela todas las cosas.
Aunque no sea tan conocida como Borís Godunov, Jovánschina es en cierto sentido más accesible. El ritmo de la acción es lento, pero las líneas vocales son más tradicionales, sobre todo comparadas con las de su predecesora que tienen un estilo más hablado, y la estructura se ajusta más a los cánones de la ópera tradicional. Como en su predecesora, abundan temas del estilo folklórico ruso. El preludio es un pequeño poema sinfónico, al que el compositor denominó «Amanecer sobre el río Moscova». Evoca la aparición gradual de la luz del día, en una secuencia de cinco variaciones sobre una tonada folklórica. Es uno de los fragmentos más célebres de la ópera, junto con la danza de las esclavas persas del cuarto acto, de carácter exótico y con música de aire oriental, incluida por el compositor para ajustarse a las convenciones operísticas de la época.
En el primer acto, así como en otros momentos de la obra, se destacan excelentes escenas de conjunto.
Las tres facciones en pugna, están representadas por Iván Jovanski, Dosiféi y Fiódor Shakloviti, tres cantantes bajos que poseen distintos momentos destacables a lo largo de la obra, especialmente el aria del tercer acto de este último, que sintetiza el sentido último de la obra expresando su dolor ante los conflictos en los que se encuentra sumida la nación rusa.
El rol de nexo entre los distintos grupos que cumple Marfa en la acción dramática, también se traduce al plano musical a través de la integración de distintos motivos expuestos en las dos escenas principales de este personaje. Por ejemplo, en su aria del segundo acto, el motivo con el que Marfa predice la desgracia en la que caerá Golitsin sirve de fondo orquestal en la segunda escena del cuarto acto para describir su tránsito al exilio. Asimismo, el motivo de su aria del tercer acto en el que expresa su amor por Andréi aparecerá recurrentemente en el quinto acto en las escenas entre ambos.

## Grabaciones
Rimski-Kórsakov Versión 1882
- 1946, B.Jaikin, Coro y orquesta del Teatro Kírov
- 1951, Nebolsín, Coro y orquesta Teatro Bolshói
- 1954, Baranovich, Coro y orquesta de la ópera Nacional de Belgrado
- 1974, B.Jaikin, Coro y orquesta Teatro Bolshói
- 1975, Margaritov, Coro y orquesta de la ópera Nacional de Sofía
- 1988, Érmler, Coro y orquesta Teatro Bolshói

Shostakóvich Versión 1959
- 1986, Tchakarov, Coro y orquesta de la ópera Nacional de Sofía
- 1989, Abbado, Orchestra of the Vienna Staatsoper (escena final versión Stravinski)
- 1991, Guérguiev, Coro y orquesta del Teatro Kírov

Se puede acceder a una lista completa de las grabaciones de esta ópera en este enlace.